# José de Armendáriz
José de Armendáriz y Perurena, primer marqués de Castelfuerte, španski vojak in politik, * ?, Ribaforada, † 1740.
De Armendáriz je bil podkralj Peruja med 14. majem 1724 in 4. februarjem 1736.